# Гарм (стадион)
Стадион «Гарм» (тадж. Варзишгоҳи «Гарм») — многоцелевой стадион в городке Гарм Раштского района Республики Таджикистан. Находится в южной части городка Гарм, около берега реки Сурхоб. Стадион вмещает в себя 3 тысячи зрителей. Построен и открыт не позднее 1990 года. В разные годы на данном стадионе проводили свои домашние матчи различные футбольные клубы городка и района. Во время гражданской войны в Таджикистане в 90-х годах стадион сильно пострадал и в 2000-х годах был частично реконструирован. В настоящее время на стадионе помимо футбольных матчей, проводятся различные спортивные турниры и мероприятия а также городские праздники и выступления.